# Roberto D’Aubuisson Arrieta
Roberto D’Aubuisson Arrieta (* 23. August 1944 in Santa Tecla; † 20. Februar 1992 in San Salvador) war ein salvadorianischer Geheimdienstler, späterer Politiker und Präsidentschaftskandidat der ARENA-Partei. D’Aubuisson war in den 1980er Jahren für zahlreiche Morde der Todesschwadronen im Land verantwortlich.

## Leben

### Geheimdienstler
D’Aubuisson wurde 1944 in Santa Tecla geboren. Nach dem Besuch der Militärakademie machte er 1972 einen Lehrgang an der School of the Americas. Er begann den Dienst im salvadorianischen militärischen Geheimdienst Agencia Nacional de Seguridad Salvadoreña (ANSESAL). D’Aubuisson war für zahlreiche Morde der Todesschwadronen verantwortlich, so z. B. 1980 für die Ermordung des Erzbischofs Oscar Romero.
Am 7. Mai 1980, sechs Wochen nach Romeros Ermordung, wurde D’Aubuisson inhaftiert. Er und andere Verhaftete wurden beschuldigt, an der Ermordung Romeros beteiligt gewesen zu sein und den Sturz der Junta Revolucionaria de Gobierno betrieben zu haben. Nachdem seine Inhaftierung sowohl terroristische Anschläge als auch innerstaatlichen Widerstand hervorgerufen hatte, wurde D’Aubuisson freigelassen.
Zu Lebzeiten wurde er nie angeklagt. 1986 sagte jedoch der ehemalige amerikanische Botschafter Robert White im Kongress aus, dass D’Aubuisson an der Planung und Ausführung des Mordes an Erzbischof Romero beteiligt gewesen sei. Er nannte D’Aubuisson „einen pathologischen Mörder“.
Am 20. März 1993, also dreizehn Monate nach seinem Tod und fünf Tage nach dem Erscheinen des Berichts der Comisión de la Verdad para El Salvador, der D’Aubuissons Haupttäterschaft im Fall Romero und weiteren als erwiesen beschrieb, erließ das Parlament El Salvadors eine Generalamnestie für die Verbrecher des Bürgerkrieges.

### Politiker
Roberto D’Aubuisson gründete am 30. September 1981 die nationalistische Partei ARENA. Für diese war er Parlamentsabgeordneter von 1982 bis 1985 sowie von 1985 bis 1992. Von 1982 bis 1985 war er zudem Präsident der verfassungsgebenden Versammlung.
Am 25. März 1984 trat D’Aubuisson zur Präsidentschaftswahl an. Im Wahlkampf spaltete er Wassermelonen mit der Machete; die Wassermelone stand für ihn für die gegnerische Partido Demócrata Cristiano, die nach seiner Auffassung außen grün (die Parteifarbe) und innen rot (für den Kommunismus) sei. D’Aubuisson verlor im zweiten Wahlgang gegen den Kontrahenten von der Partido Demócrata Cristiano, José Napoleón Duarte. Er behauptete, die Wahlen seien gefälscht und von den USA in deren Sinne beeinflusst worden.
Nachdem die ARENA bei der Kongresswahl am 31. März 1985 ihre Mehrheit verloren hatte, trat D’Aubuisson als Führer der Partei zurück. Sein Nachfolger wurde Alfredo Cristiani Burkard.

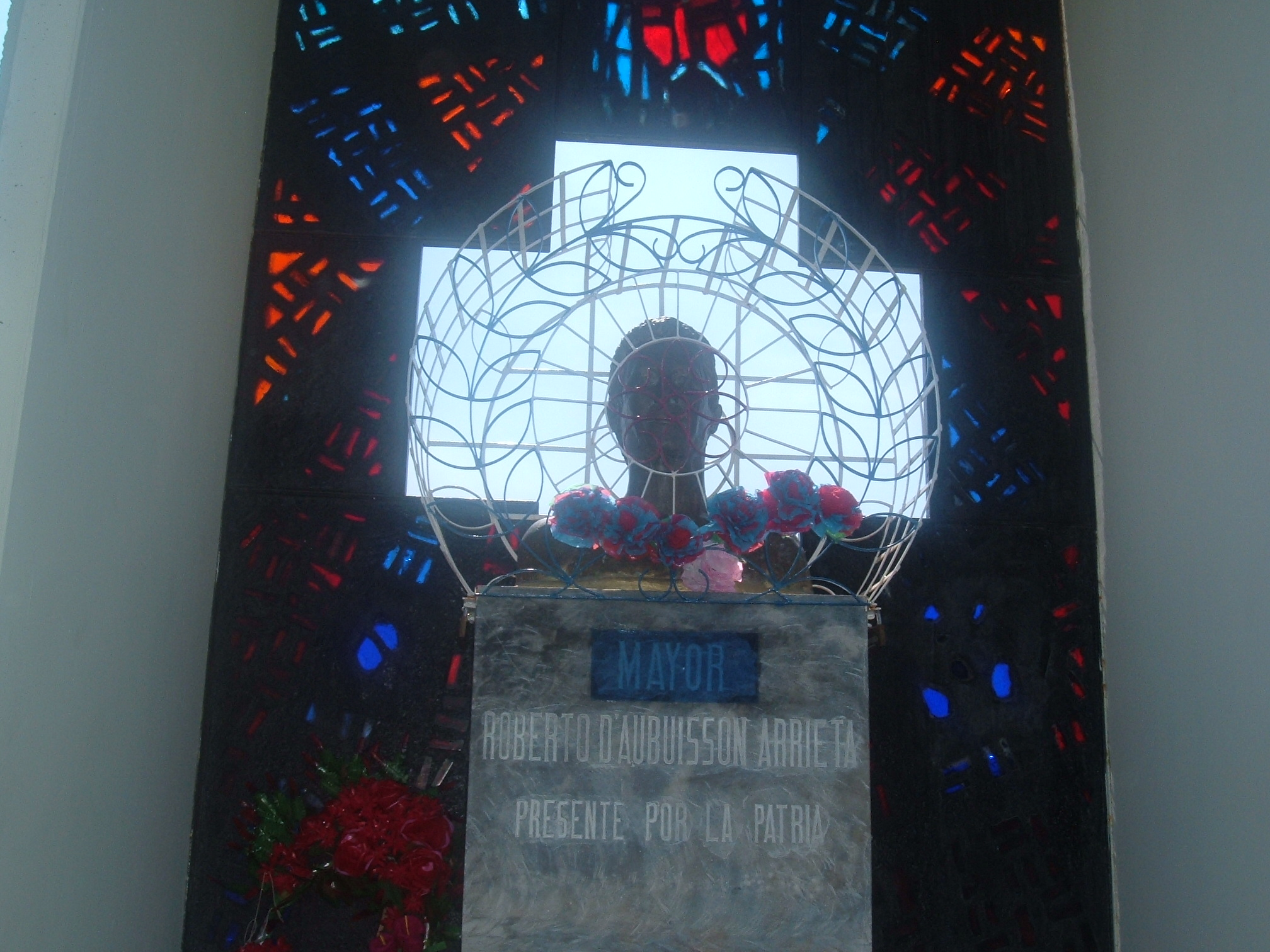
Das Grab D’Aubuissons

Roberto D’Aubuisson Arrieta starb nach langer, schwerer Krankheit 1992 an Krebs.